# Anyone Who Had a Heart
Anyone Who Had a Heart je píseň nahraná roku 1963 americkou soulovou zpěvačkou Dionne Warwick.
Píseň byla vydaná jako singl s písní The Love of a Boy (strana "B") a roku 1964 na jejím druhém albu Anyone Who Had a Heart u společnosti Scepter Records. Autorem hudby je Burt Bacharach a textařem Hal David. Byla umístěna jako první skladba alba na straně "A" a stala se titulní písní alba.

## Coververze
Seznam obsahuje jen některé coververze.
- Dusty Springfield (1964) na svém albu A Girl Called Dusty[1]
- Cilla Black (1964) na straně "A" se singlem Just For You na straně "B"[2]
- Joan Baxter (1964) na straně "A" se singlem Let Me Go Lover na straně "B"[3]
- Mary May (1964) na straně "A" se singlem They Say It's Wonderful na straně "B"[4]
- Lynn Collins (1964) na straně "A" se singlem Secret Love na straně "B"[5]
- Petula Clark (1964) francouzská verze s názvem Ceux Qui Ont Un Cœur[6]
- Sandy Lynn (1964) italská verze s názvem Quelli Che Hanno Un Cuore[7]
- The Orlons (1966) na straně "A" se singlem Spinnin' Top na straně "B"[8]
- Suzanne (1969) na svém albu s názvem Suzanne[9]
- Eve (1970)[10]
- Tim Curry (1978) na svém albu Read My Lips[11]
- Ritz (1979) na straně "B" se singlem Dance Until You Drop na straně "A"[12]
- Sandie Shaw (1982) na stejnojmenném albu[13]
- Cooper & Ross (1982) na straně "A" se singlem Only The Lonely na straně "B"[14]
- Carlsberg (1983) na straně "A" se singlem Sledgehammer na straně "B"[15]
- Audrey Hall (1985) na straně "A" se singlem Hello Stranger na straně "B"[16]
- Luther Vandross (1986) na svém albu Give Me The Reason[17]
- Jan Graveson (1991) na straně "A" se singlem Gonna na straně "B"[18]
- Linda Ronstadt (1993) na svém stejnojmenném albu[19]
- Olivia Newton-Johnová (2004) na svém albu Indigo - Women Of Song[20]
- The Lettermen na straně "A" se singlem All The Grey Haired Men na straně "B"[21]

Roku 1967 nahrála tuto píseň zpěvačka Marta Kubišová, český text s názvem Denně čekám napsal Pavel Vrba.